# Мохиб, Кази
Кази Мохиб ур Рехман (англ. Qazi Mohib ur Rehman, 15 августа 1963, Банну, Пакистан — 29 декабря 1996, Пешавар, Пакистан) — пакистанский хоккеист (хоккей на траве), защитник. Чемпион Азии 1989 года, чемпион летних Азиатских игр 1990 года, серебряный призёр летних Азиатских игр 1986 года, участник летних Олимпийских игр 1988 года.

## Биография
Кази Мохиб родился 15 августа 1963 года в пакистанском городе Банну.
Играл в хоккей на траве за НБП из Карачи.
В 1988 году вошёл в состав сборной Пакистана по хоккею на траве на летних Олимпийских играх в Сеуле, занявшей 5-е место. Играл на позиции защитника, провёл 7 матчей, забил 3 мяча (по одному в ворота сборных Кении, СССР и Индии).
В 1989 году завоевал золотую медаль чемпионата Азии в Нью-Дели.
В 1986 году завоевал серебро хоккейного турнира летних Азиатских игр в Сеуле, в 1990 году — золото на летних Азиатских играх в Пекине.
В 1986—1990 годах провёл за сборную Пакистана 123 матча, забил 41 мяч. Был капитаном сборной.
Умер 29 декабря 1996 года от рака в пакистанском городе Пешавар.

## Память
Именем Кази Мохиба названы хоккейный стадион в Банну, академия хоккейных тренеров и хоккейный клуб в Пешаваре.